# Eulophia stricta
Eulophia stricta är en orkidéart som beskrevs av Robert Allen Rolfe. Eulophia stricta ingår i släktet Eulophia och familjen orkidéer. Inga underarter finns listade i Catalogue of Life.